# 皮埃尔菲特-内斯塔拉
皮埃尔菲特-内斯塔拉（法語：Pierrefitte-Nestalas）是法国上比利牛斯省的一个市镇，位于该省西部偏南，属于阿热莱斯加佐斯特区。该市镇总面积1.76平方公里，2009年时的人口为1300人。

## 人口
皮埃尔菲特-内斯塔拉人口变化图示